# Melon Heads
Melon Heads (tạm dịch: Đầu Quả Dưa) theo văn hóa dân gian Mỹ ở Ohio, Michigan và Connecticut là những thực thể thường được mô tả là sinh vật nhỏ hình người với cái đầu củ hành, thỉnh thoảng xuất hiện từ những nơi ẩn náu hòng tấn công con người. Các biến thể khác nhau của đặc tính huyền thoại có nguồn gốc khác nhau đối với các thực thể này.

## Truyền thuyết ở Michigan
Melon Heads vùng Michigan được cho là cư trú xung quanh Dinh thự Felt, dù có người cũng nhìn thấy chúng ở các khu vực rừng phía nam của Quận Ottawa. Theo một câu chuyện, ban đầu những thực thể này chỉ là những đứa trẻ bị mắc chứng não úng thủy sống tại Nhà thương điên Junction gần Dinh thự Felt. Câu chuyện giải thích rằng, sau khi chịu đựng sự lạm dụng về thể chất và tinh thần, chúng trở nên hoang dã và được thả vào những khu rừng xung quanh trại này. Hội Lịch sử Quận Allegan khẳng định rằng Nhà thương điên này chưa bao giờ tồn tại dù có thời điểm nó từng là nhà tù; tuy nhiên, câu chuyện đã trở thành một phần của văn hóa dân gian địa phương trong vài thập kỷ. Quản lý Thị trấn Laketown là Al Meshkin kể với tờ Holland Sentinel rằng ông đã nghe những câu chuyện này lúc còn thời thiếu niên, lưu ý rằng bạn bè của ông hay gọi thực thể này là "những cái đầu lắc lư". Một số phiên bản của truyền thuyết nói rằng những đứa trẻ đã từng sống trong chính dinh thự nhưng sau đó rút lui vào một hệ thống hang động (hoặc hang động trên một ngọn đồi gần đó còn sót lại từ một vườn thú bỏ hoang). Một số phiên bản của truyền thuyết này nói rằng những đứa trẻ đã nghĩ ra một kế hoạch để trốn thoát và giết chính vị bác sĩ đã lạm dụng chúng. Người ta kể lại rằng những đứa trẻ không có chỗ để giấu xác, vì vậy chúng đã cắt nó thành nhiều mảnh nhỏ và giấu quanh biệt thự. Có tin đồn rằng những thanh thiếu niên đột nhập vào dinh thự đã nhìn thấy bóng ma của những đứa trẻ và tuyên bố rằng đã nhìn thấy bóng của vụ sát hại bác sĩ qua ánh sáng phát ra từ một cánh cửa đang mở. Truyền thuyết đã lan truyền khắp khu vực, thậm chí trở thành chủ đề của một bộ phim năm 2011 có tựa đề đơn giản là The Melonheads, dựa trên truyền thuyết ở Tây Michigan.

## Truyền thuyết ở Ohio
Những câu chuyện về Melon Heads ở Ohio chủ yếu gắn liền với vùng ngoại ô Kirtland ở Cleveland. Theo truyền thuyết địa phương, Melon Heads ban đầu là trẻ mồ côi dưới sự giám sát của một nhân vật bí ẩn mang tên Tiến sĩ Crow (đôi khi được đánh vần là Crowe, Krohe hoặc Kroh hoặc gọi là Tiến sĩ Melonhead). Crow được cho là đã thực hiện những thí nghiệm bất thường trên những đứa trẻ, chúng phát triển đầu to, không có lông và cơ thể dị dạng. Một số tài liệu cho rằng những đứa trẻ đã bị não úng thủy và Crow thậm chí còn tiêm nhiều chất lỏng hơn vào não chúng.
Cuối cùng, truyền thuyết vẫn tiếp tục, những đứa trẻ đã giết Crow, đốt cháy trại trẻ mồ côi và rút lui đến những khu rừng xung quanh và được cho là ăn thịt trẻ sơ sinh. Truyền thuyết cho rằng Melon Heads có thể được nhìn thấy dọc theo Đường Wisner ở Kirtland và Thị trấn Chardon. Truyền thuyết về sinh vật này dần được phổ biến rộng rãi trên Internet, đặc biệt là trên các trang web Creepy Cleveland và DeadOhio, nơi người dùng cung cấp các phiên bản câu chuyện của riêng họ. Bộ phim nhan đề Legend of the Melonheads phát hành vào năm 2010, dựa trên truyền thuyết Ohio và nhiều truyền thuyết khác ở khu vực Kirtland. Trong tuyển tập phim kinh dị năm 2018 mang tên The Field Guide to Evil, bao gồm tám câu chuyện từ các nền văn hóa trên khắp thế giới, sự đóng góp từ phía Mỹ là sự tái hiện của Melonheads theo đó con trai của một người đàn ông bị đưa vào rừng và biến thành Melonheads.

## Truyền thuyết ở Connecticut

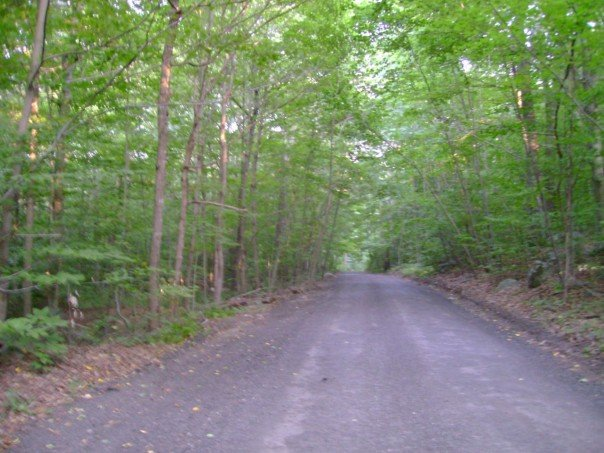
Saw Mill City Road là con đường đất được cho là nơi ẩn nấp của Melon Heads vùng Shelton.

Một số biến thể của truyền thuyết về Melon Heads có thể được tìm thấy trên khắp Tây Nam Connecticut, đặc biệt là ở phía nam Quận Litchfield, trung tâm và phía đông Quận Fairfield và phía tây Quận New Haven, Connecticut. Tại Quận Fairfield và Quận Litchfield, nhiều câu chuyện có thể được tìm thấy trong các cộng đồng như Newtown, New Milford, Trumbull, Shelton, Stratford, Monroe, Easton và Weston. Ở phía tây và trung tâm Quận New Haven, những câu chuyện tương tự có thể được tìm thấy ở các thị trấn như Seymour, Oxford, Milford và Southbury.
Có một số biến thể chính ở Connecticut. Theo một biến thể của huyền thoại này, Quận Fairfield là nơi trú ẩn cho tội phạm mất trí bị thiêu rụi vào mùa thu năm 1960, dẫn đến cái chết của tất cả nhân viên và hầu hết các bệnh nhân cùng với 10-20 tù nhân không rõ tung tích, mà người ta cho là họ đã sống sót và bỏ trốn vào rừng. Truyền thuyết kể lại rằng sự xuất hiện của những sinh vật đầu quả dưa là kết quả của việc chúng phải ăn thịt đồng loại để sống sót qua mùa đông khắc nghiệt của vùng và giao phối cận huyết, từ đó khiến chúng mắc bệnh não úng thủy. Một số câu chuyện kể lại của phiên bản này thay thế trại tị nạn hoặc nhà tù bằng các địa điểm kinh doanh hoặc khu cắm trại và các tù nhân/bệnh nhân bằng công nhân, nhân viên hoặc người đi cắm trại. Các biến thể cá nhân sẽ thay đổi thị trấn mà những cá nhân này ban đầu đến từ đâu và chỗ họ biến mất.
Theo biến thể thứ hai, Melon Heads là hậu duệ của một gia đình thời Thuộc địa xuất thân từ Shelton-Trumbull đã bị trục xuất sau khi bị buộc tội là phù thủy khiến họ phải rút lui vào rừng. Giống như phiên bản đầu tiên của truyền thuyết này, biến thể này cho rằng sự xuất hiện của sinh vật đầu quả dưa là do giao phối cận huyết. Melon Heads được cho là con mồi nhử những kẻ đi lạc vào lãnh thổ của chúng. Giống như phiên bản đầu tiên, các câu chuyện kể lại của từng cá nhân sẽ thay đổi thị trấn ban đầu của gia đình và nơi họ mất tích.